# Парадоксы теории множеств
Парадоксами теории множеств называют
- рассуждения, демонстрирующие противоречивость наивной теории множеств, такие как
  - парадокс Бурали-Форти (1897)
  - парадокс Кантора (1899)
  - парадокс Рассела (1901)
- рассуждения, результат которых интуитивно кажется ложным или «парадоксальным», но которые, тем не менее, являются следствием аксиом формальной теории множеств, включая:
  - предложенный Бертраном Расселом «парадокс Тристрама Шенди», демонстрирующий нарушение принципа «часть меньше целого» для бесконечных множеств,
  - нетривиальные следствия аксиомы выбора:
    - парадокс Банаха — Тарского,
    - парадокс Хаусдорфа;
- особое место занимает парадокс Скулема, представляющий собой ошибочное рассуждение, которое может быть допущено неспециалистом при применении теоремы Лёвенгейма — Скулема к аксиоматической теории множеств.

Большинство из указанных парадоксов были открыты на рубеже XIX и XX века и ознаменовали начало кризиса оснований математики.